# Rotalia Island
Rotalia Island (englisch; bulgarisch остров Роталия ostrow Rotalija) ist eine in südost-nordwestlicher Ausrichtung 310 m lange und 250 m breite Insel vor der Nordküste von Nelson Island im Archipel der Südlichen Shetlandinseln. Sie liegt 2,06 km westsüdwestlich des Cariz Point, 1,2 km nordöstlich des Baklan Point und 2,2 km östlich von Withem Island.
Britische Wissenschaftler kartierten sie 1968. Die bulgarische Kommission für Antarktische Geographische Namen benannte sie 2018 nach dem bulgarischen Trawler Rotalija, der von den 1970er Jahren bis in die frühen 1990er Jahre zum Fischfang in den Gewässern um Südgeorgien, um die Kerguelen, um die Südlichen Orkney- und die Südlichen Shetlandinseln sowie um die Antarktische Halbinsel operiert hatte.